# Finn Werne
Finn Werne, född 1942 i Lund, svensk arkitekt och professor Emeritus i arkitektur på Lunds tekniska högskola. Utbildades till arkitekt på Eidgenössische Technische Hochschule och Chalmers tekniska högskola där han tog examen 1972 och avlade doktorsexamen 1980 i ämnet arkitekturens teori och historia med Elias Cornell som handledare. Som forskare har han berört ämnen som byggnadsteknikens historia, problem vid restaurering och bevarande av bebyggelse som är utsatt för förändring och praktiska och teoretiska problem vid planering av byggd miljö. Han var anställd vid Statens råd för byggnadsforskning 1987-88 och var en av upphovsmännen till tidskriften Nordisk arkitekturforskning, där han från starten var en av redaktörerna. 1988 anställdes han vid CTH i ett forskningslektorat i ämnet formlära. 1997 utnämndes han till professor i arkitektur vid Arkitekturskolan på LTH.